# Tratado de Tianjin
Para el Tratado de Tianjin entre España y China, véase Tratado sino-español de 1864.
Se conoce como Tratado de Tianjin (o también por su nombre antiguo, Tratado de Tientsin o Tratado de Tien-tsin) a diversos documentos firmados en Tianjin (Tientsin) en junio de 1858 dando fin a la primera parte de la segunda guerra del Opio (1856–1860). 
Las partes involucradas fueron el Segundo Imperio Francés, el Reino Unido de Gran Bretaña e Irlanda, el Imperio ruso y los Estados Unidos, que forzaron la apertura al exterior de los puertos chinos, la admisión de delegaciones extranjeras en la capital china de Pekín, la admisión de misioneros cristianos y la importación legal de opio.
Dichos tratados fueron inicialmente rechazados por los chinos para ser firmados, pero posteriormente fueron aprobados y ratificados por el emperador de China Tongzhi en la Convención de Pekín de 1860, tras el final de la guerra del Opio, mientras tropas británicas y francesas ocupaban Pekín e incendiaban el Palacio de Verano.

## Términos

### Puntos principales
1. El Reino Unido de Gran Bretaña e Irlanda, el Imperio Ruso, el Segundo Imperio Francés y los Estados Unidos obtuvieron el derecho de establecer legaciones en Pekín, hasta entonces una ciudad cerrada.
2. Once puertos chinos más, que incluían Newchwang, Tamsui, Hankou y Nankín, debían ser abiertos al comercio.
3. Se garantizaba el derecho a navegar libremente el río Yangtzé por parte de barcos extranjeros.
4. Se garantizaba el derecho de los extranjeros a viajar en el interior de China por motivos de turismo, comercio o actividades misioneras.
5. Se garantizaba la libertad religiosa para los cristianos en China.
6. Se imponía a China indemnizaciones al Reino Unido y Francia por valor de dos millones de taeles de plata. Se añadía otro pago de tres millones para buques mercantes británicos
7. Se vetaba el uso en correos y documentos oficiales entre China y el Reino Unido de Gran Bretaña e Irlanda del carácter "夷" (yí), que en idioma chino significa bárbaro.

### Definiciones
Es importante notar que algunos términos de los tratados pueden ser confusos. Así, "asentamiento" y "concesión", si bien parecidas, refieren cosas distintas. Se entiendo como asentamiento la cesión de tierra a una potencia extranjera, incluyéndose los habitantes. Dicho territorio sería gobernado por extranjeros elegidos localmente. En cambio, concesión hace referencia a una cesión a largo plazo de territorio a una potencia extranjera, donde esta tiene control completo a través de una representación consular.